# Freixedo
Freixedo es una aldea española del municipio de Puerto del Son, La Coruña, Galicia. Pertenece a la parroquia de Goyanes.
Está situada en el norte del municipio a 13 metros de altura y a 6,4 kilómetros de la capital municipal. La localidad más cercana es Portosín con la cual esta conectada, quedando parte de esta aldea asimilada por el núcleo urbana. En 2022 tenía una población de 166 habitantes (79 hombres y 87 mujeres).